# Foglio di via (film)
Foglio di via è un film del 1954 dìretto da Carlo Campogalliani.

## Produzione
Prodotto da Leopoldo Imperiali dell'Ambra Film di Torino, il film fu girato negli studi della Fert nel 1954.

## Incassi
Incasso accertato sino a tutto il 31 marzo 1959: 69.495.610 lire dell'epoca.